# Manny & Lo
Manny & Lo ist ein US-amerikanisches Filmdrama aus dem Jahr 1996. Regie führte Lisa Krueger, die auch das Drehbuch schrieb.

## Handlung
Die Mutter der minderjährigen Schwestern Laurel und Amanda ist verstorben. Die Mädchen fliehen von ihren Adoptiveltern, leben von Diebstählen und übernachten an zufälligen Orten. Als die 16-jährige Laurel schwanger wird, fühlen sich die Mädchen überfordert. Sie entführen die in einem Laden mit Babybekleidung tätige Verkäuferin Elaine, gemeinsam, mit der sie sich in einem abseits gelegenen Haus verstecken. Später freunden sie sich mit der Frau an, die sie wie ein Familienmitglied betrachten.

## Kritiken
James Berardinelli schrieb auf ReelViews, der Film sei eine „wundervolle Fantasie über Familienleben“ und habe etwas magisches in sich. Jeder der Hauptcharaktere sei einsam auf der Suche nach einem Ort, wo er hingehöre. Die Leistungen der drei Hauptdarstellerinnen seien stark, besonders das „perfekte“ Spiel von Scarlett Johansson, die eine „wahre Entdeckung“ sei.
Das Lexikon des internationalen Films schrieb: „Ein befremdlicher Film, der seine Geschichte nur bruchstückhaft erzählt und ein bedenkliches Jugendbild entwirft. Dramaturgische und inszenatorische Schwächen sorgen für das vollständige Desaster.“

## Auszeichnungen
Lisa Krueger erhielt im Jahr 1996 den Gotham Award. Sie als Drehbuchautorin und gemeinsam mit den Produzenten in der Kategorie Bester Debütfilm wurde 1997 genauso wie Scarlett Johansson und Mary Kay Place für den Independent Spirit Award nominiert.

## Hintergründe
Die Produktionskosten betrugen schätzungsweise 500 Tsd. US-Dollar. Nach der Weltpremiere am 26. Juli 1996 in den USA wurde der Film im Februar 1997 am Filmfestival Fantasporto und im Juni 1997 am Filmfestival Festróia gezeigt. Er spielte in den ausgewählten Kinos der USA ca. 431 Tsd. US-Dollar ein.